# Джезва

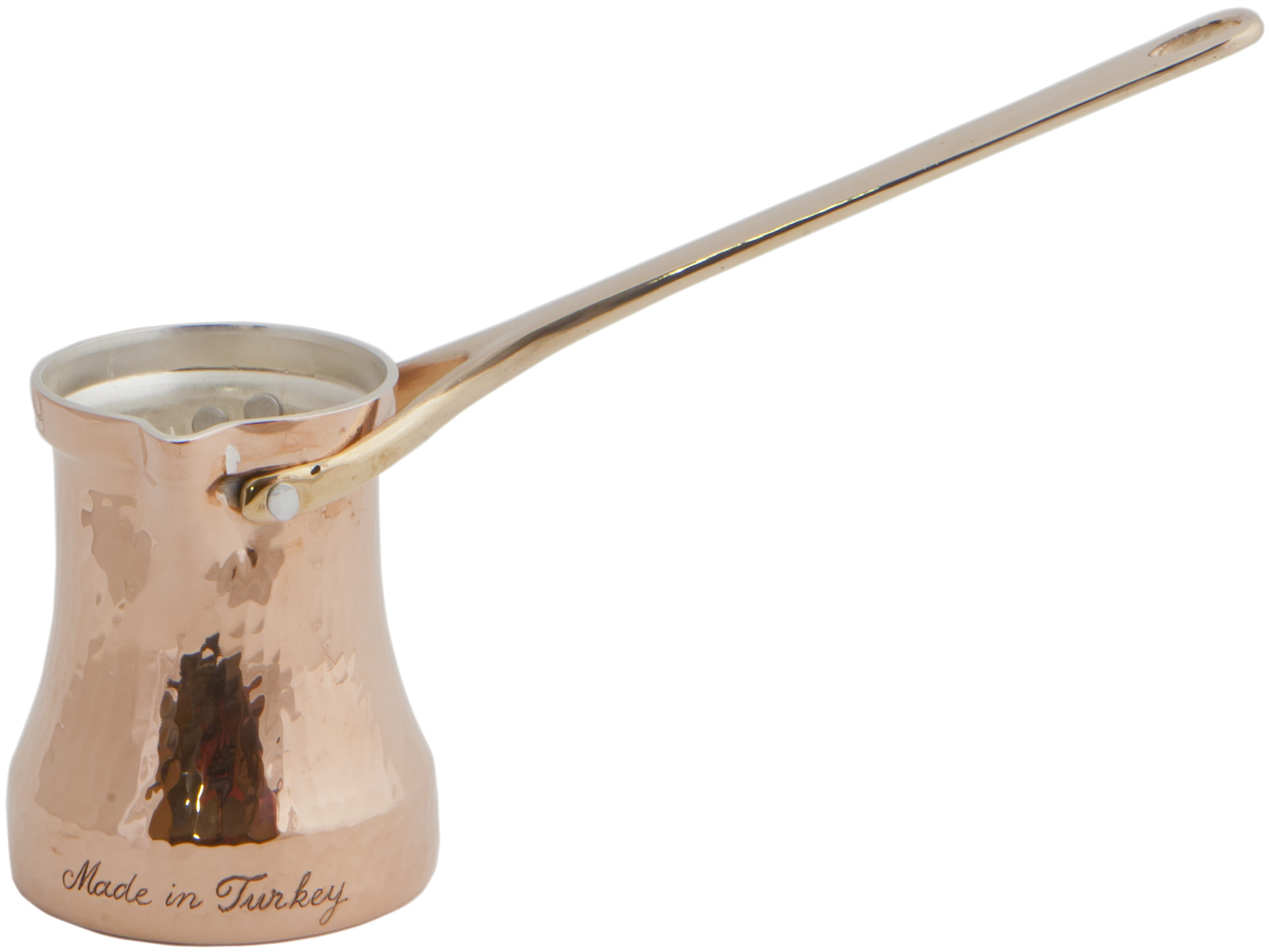
Джезва Soy. Мідь, ручна ковка, внутрішнє срібне покриття, Туреччина.

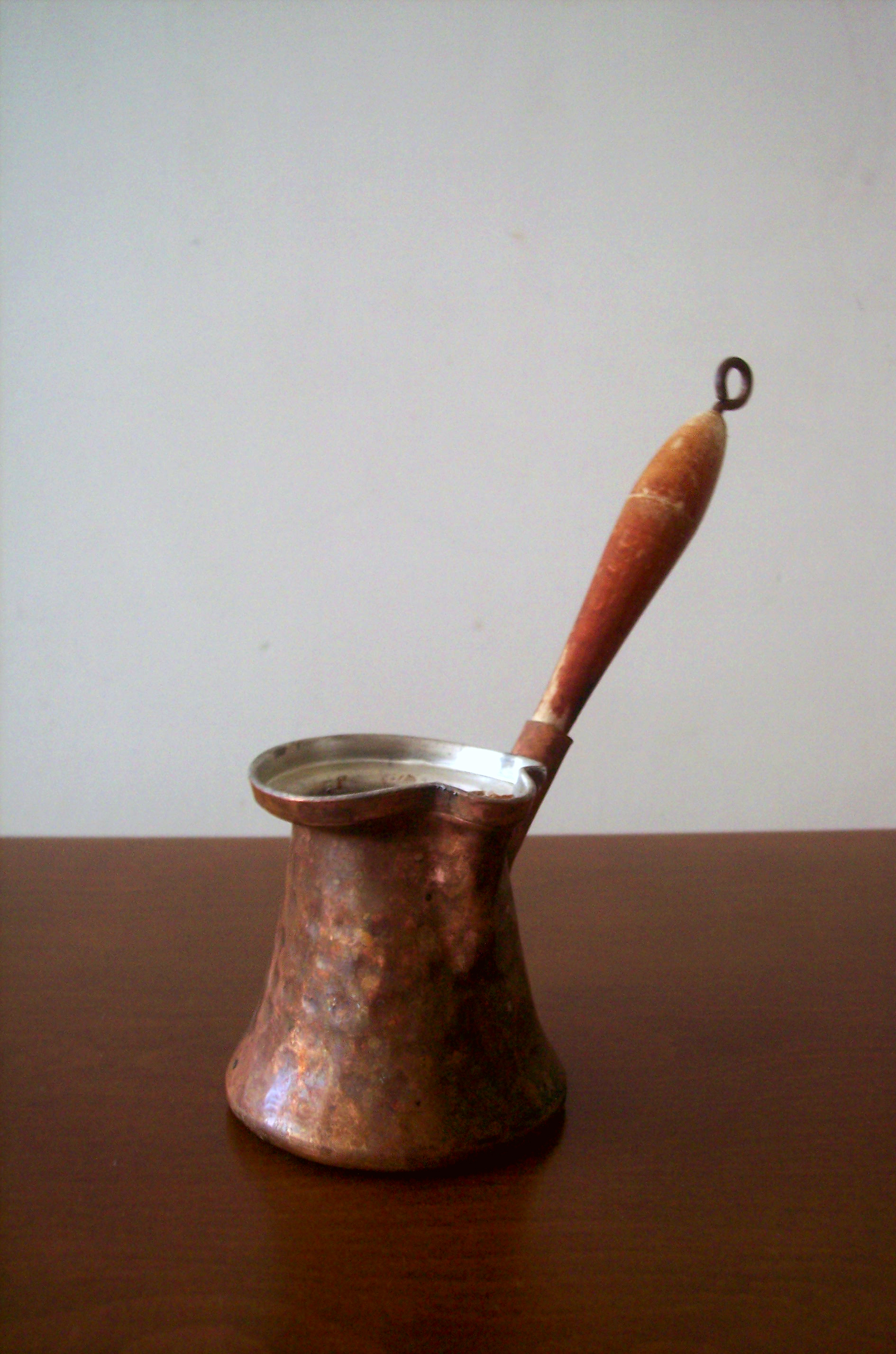
Джезва звичайна.

Дже́зва (тур. cezve, крим. cezve з араб. جذوة), також ту́рка — посудина для приготування кави по-турецьки.
Товстостінний металевий ківш з довгою ручкою. Традиційна джезва виготовляється з кованої міді. Довга ручка джезви особливо корисна, щоб захистити руки від вогню, а форма країв дозволяє зручно наливати приготований напій. Каву із джезви наливають у крихітні філіжанки без проціджування. Уміло приготовлена кава у філіжанках покрита товстим шаром кавової пінки.
У каві, приготованій у джезві, піна містить багато ароматичних і смакових речовин та дуже цінується знавцями. В Аравії піну називають «обличчям кави».
У джезву насипають цукор і каву, заливають водою і поволі нагрівають на слабкому вогні. У багатьох країнах Сходу джезву просто ставлять на розігрітий пісок.
Існує споріднений турці-джезві предмет під назвою далла. Це арабське слово позначає каструльку з довгим зігнутим носиком і однією ручкою, яку використовують для варіння кави. Воно поширене в деяких частинах Саудівської Аравії і серед сирійських кочівників.